# Marie-Antoine Carème
Marie Antoine (Antonin) Carême (8 de juny de 1784-12 de gener de 1833), conegut com el Rei dels Xefs, i el Xef dels reis va ser un dels primers exponents de l'haute cuisine, de la gastronomia francesa. També s'interessà per l'arquitectura. La seva obra més important és L'art de la cuisine française en 5 volums de 1833-1834.

## Biografia

### Primers anys
Marie-Antoine Carême, conegut al llarg de la seva vida com Antonin Carême, va néixer a París. La data del seu naixement no es pot autenticar i es discuteix. El dia i el mes s'accepten generalment com a 8 de juny i l'any com a 1783 o 1784. En una biografia de Carême de 2021, Marie-Pierre Rey assenyala que si mai hi havia registres parroquials o documents civils oficials que registressin el naixement, van ser destruïts en l'agitació de la Comuna de París cent anys després. Entre els biògrafs que donen 1783 com a any de naixement destaquen Rey, Georges Bernier (1989) i Ian Kelly (2004). 1784 es presenta a la Nouvelle biographie universelle (1852), Larousse Gastronomique i la Bibliothèque nationale de France. Va ser un dels molts fills de Marie-Jeanne Pascal i Jean-Gilbert Carême. El pare era obrer de la construcció i la família vivia en el que els biògrafs de Carême Philippe Alexandre i Béatrix de l'Aulnoit anomenen un baraque – una barraca – al que aleshores era una part pobre de París, prop de la rue du Bac i la rue de Sèvres. La Revolució Francesa, que va començar el 1789, va aturar temporalment les obres de construcció a gran escala a París, deixant el pare de Carême lluitant per alimentar la família. Carême va anar a treballar de ben jove en una gàrgota parisina. – el tipus de restaurant més bàsic i modest, que es deia À la fricassee du lapin .
Abandonat pels seus pares a París el 1794 durant la Revolució francesa, va treballar com a ajudant de cuina en un steakhouse d'un hotel barat a París a canvi d'allotjament i menjar. Segons el relat de Carême, el seu pare se'l va emportar de casa a la darrera part de 1792 i el va enviar sol, demanant-li, amb unes paraules commovedores, que trobés una casa que l'acollis.  En paraules d'un biògraf que accepta aquesta versió dels fets:
| « | El nen així abandonat, podria haver trucat a la porta d'un fuster o d'un serraller o d'un comerciant de roba. El destí el va portar a una humil cuina, el propietari de la qual li va donar la seva primera lliçó de cuina. | » |

Els biògrafs més recents han plantejat la possibilitat que es tractés d'un relat fantasiós i que la família simplement va organitzar que un gargotier s'emportés el nen.
Els relats també difereixen sobre la següent etapa dels primers anys de Carême. Alguns biògrafs el retraten com romanent a la gàrgota durant més de cinc anys, escombrant, rentant, fent encàrrecs, servint a taula i més tard, quan es considerava que era prou madur, ajudant en la preparació del menjar. Un relat contradictori és que va marxar al cap d'uns mesos i es va traslladar a treballar per a un forner a la rue Saint-Honoré, conegut com Père Ducrest. Un contemporani va registrar després de la mort de Carême que el nen havia de ser vist corrent pels carrers lliurant la mercaderia del seu patró, abans de tornar al vespre a la cuina de Ducrest, on dormia. Segons aquest relat, Carême va aprendre a llegir i escriure per Alexis Eymery, el tutor dels fills de Ducrest.

### Aprenent de pastissera

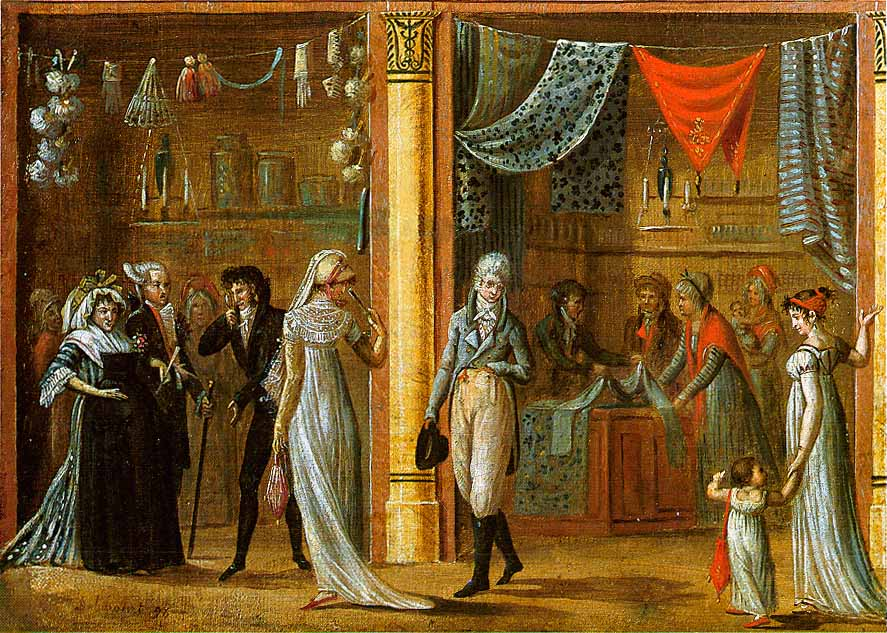
Promenade de la galerie du Palais-Royal, 1798

El 1798, va ser aprenent formalment de Sylvain Bailly, un famós pastisser que tenia una botiga a prop de la Palais-Royal. El post-revolucionari Palais-Royal era un barri de la zona alta, ambientat en la moda, ple de vida vibrant i de bulliciosa multitud. Bailly va reconèixer el seu talent i ambició.
Com a aprenent de pastisser Carême va començar com a tourer, o torner, treballant la massa i plegant-la i enrotllant-la repetidament per aconseguir la pasta de full perfecta. Va adquirir una habilitat excepcional en això, i més tard la va utilitzar en dues confeccions amb les quals es va associar especialment: el vol-au-vent i el milfulls. Una de les ofrenes més celebrades de Bailly va ser gâteau de plomb; Carême va suggerir com fer-lo més lleuger i va inventar decoracions amb les quals posar-lo a punt. Va ascendir constantment a una posició de responsabilitat. Bailly li va permetre fer dues tardes de descans cada setmana per visitar l'antiga biblioteca reial (posteriorment la Bibliothèque nationale) a l'altra banda de la carretera del restaurant. Llegia voraçment, no només llibres de cuina d'altres països i èpoques diferents, sinó que també treballa sobre el seu altre gran interès, l'arquitectura. D'aquest últim va escriure més tard:
| « | Egipte, Grècia i Itàlia em van inspirar el gust per l'arquitectura; però ... els meus mitjans econòmics em van impedir dedicar-me a aquella carrera. Vaig haver de reprimir aquest noble desig, sense deixar d'admirar el que ha produït l'antiguitat, meravellós en la seva arquitectura masculina i imponent. | » |

Carème va obrir la seva botiga, la Pâtisserie de la rue de la Paix, que el mantení fins a 1813.
Carème va guanyar fama a París per les seves pièces montées, elaborades construccions utilitzades com a centres de taula, que Bailly mostrava a la finestra de la seva pastisseria. Va fer aquestes confeccions, que de vegades feien diversos peus d'altura, totalment fora dels productes alimentaris com el sucre i el massapà. S'inspirava en els temples, piràmides i ruïnes antigues, prenent idees dels llibres d'història d'arquitectura que va estudiar a la Biblioteca Nacional, gràcies a l'actitud il·luminadora del seu primer ocupador Bailly. Se li atribueix la invenció de gros nougats, grosses meringues i croquantes, fets d'ametlles i mel.
Ho va fer creant peces de treball independents principalment per al diplomàtic francès i gormand Charles Maurice de Talleyrand, també a altres membres de l'alta societat parisenca, incloent-hi Napoleó.

### Progrés professional
Després de romandre amb Bailly durant tres anys, Carême es va unir a un altre pastisser famós, Gendron, que tenia la seu a la rue des Petits-Champs. A Carême li agradava treballar per a Gendron, els seus talents eren apreciats per clients de prestigi com el ministre de Finances, el marquès de Barbé-Marbois. Carême es va beneficiar de les condicions flexibles que oferia Gendron, se li va permetre treballar com a autònom i atendre banquets importants. L'any 1803 obre la seva pròpia botiga a la rue de la Paix, treballant-hi durant una dècada. Paral·lelament a la gestió de la seva botiga, va construir el que un biògraf anomena una carrera intermitent però espectacular, primer com a pastisser especialista i més tard com a xef de cuina, als grans banquets imperials, socials i governamentals. L'octubre de 1808, Carême es va casar amb Henriette Sophy Mahy de Chitenay. No van tenir fills, tot i que Carême va tenir més tard una filla, Marie, amb una altra dona, Agatha Guichardet.
A més de les seves habilitats com a pastisser, Carême es va convertir en expert en les altres branques de la cuina. Va rebre la influència de cuiners i escriptors de menjar anteriors, i va estudiar Le cuisinier moderne de Vincent La Chapelle (1736), Soupers de la cour de Joseph Menon (1758) i Traité des alimens de Lémery (1792). Va treballar per o al costat dels principals xefs parisencs; més tard va escriure:
| « | Va ser sota els senyors Richaut, els famosos sauciers de la casa de Condé, que vaig aprendre la preparació de salses; durant les esplèndides festes celebrades a l'Hôtel de Ville de París sota les ordres de M. L'Asne que vaig aprendre la millor part de la cuina del bufet fred; al Élysée Napoléon sota els auspicis dels senyors Robert i Laguipère que vaig aprendre l'elegància de la cuina moderna i el funcionament d'un gran establiment. | » |

Era coneguda la fama indiferent de Napoleó envers els aliments, però entenia la importància de les relacions socials en el món de la diplomàcia. El 1804, li va donar diners per Talleyrand per a la compra del castell de Valençay, una gran finca fora de París. El castell va ser pensat perquè servis com una mena de lloc de reunió diplomàtica. Quan Talleyrand es va traslladar allà, va dur-se a Carème amb ell.
Talleyrand va sotmetre a Carème a una prova: la creació de valor dels menús de tot un any, sense repetició, i utilitzant només productes de temporada. Carème va passar la prova i va completar la seva formació a les cuines de Talleyrand. Va continuar aprenent sobre les arts de la cuina en general, i es va comprometre a atendre esdeveniments especials com les festes del casament de Jérôme Bonaparte amb Catarina de Württemberg (1807) i les de Napoleó amb Maria Luisa d'Àustria (1810). Encara que tenia una edat susceptible de ser reclutat a l'exèrcit, Carême no va ser cridat; Talleyrand podria haver aconseguit una exempció per a ell, però això no és segur.

### Cim professional
Després de la derrota de Napoleó el 1814, els britànics i els russos van ocupar París. Talleyrand, desitjós de mantenir relacions amistoses amb els aliats, va convidar el tsar Alexandre I a quedar-se amb ell i va encarregar a Carême que delectés el seu hoste amb una sèrie contínua de bons àpats. Segons la biògrafa Marie-Pierre Rey, la generosa hospitalitat de Talleyrand va tenir sens dubte efectes positius en l'estat d'ànim del tsar i en la magnanimitat que va mostrar a l'estat francès. Després Carème va anar a Londres durant un temps i va servir com a cap de cuina al príncep regent, després a Jordi IV. Tornant al continent va seguir la invitació del tsar Alexandre I per venir a Sant Petersburg, on va viure tan breument que mai va preparar un dinar per al tsar abans de tornar a París, on va ser xef pel banquer James Mayer Rothschild.

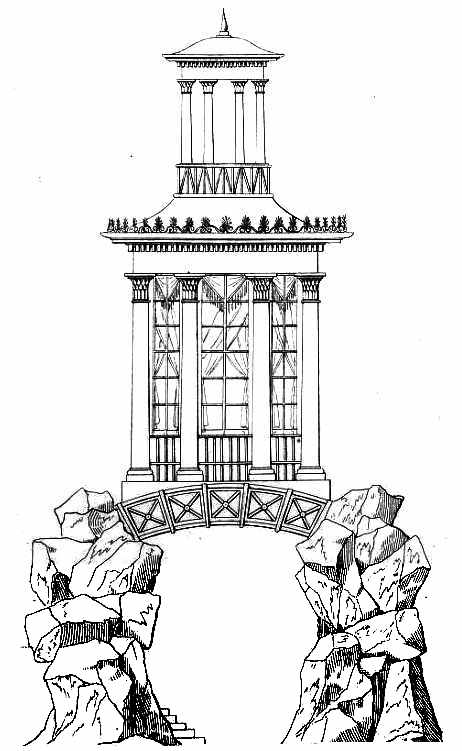
Pavillon athénien de Le Pâtissier pittoresque de Carême, 1815

Quan el tsar va reunir les seves tropes per a una gran revisió a Châlons-en-Champagne, Carême va haver de proporcionar tres banquets per a 300 persones cadascuna, malgrat les enormes dificultats logístiques. Hi havia pocs subministraments disponibles localment i menjar, vins, llençols, cristalleria i fins i tot ramats de bestiar i ramats d'ovelles s'havien de transportar des de París, més de 120 km de distància. A més, Carême va haver de fer front a la preferència del tsar pel servei rus – una successió de cursos individuals – més que el tradicional servei francès, en què nombrosos plats es posaven sobre la taula en plaques calentes i es guardaven per mantenir-se calent. Segons Carême, «Aquesta manera de servir [rus] és sens dubte favorable a la bona ànima; però el nostre servei francès és més elegant i sumptuós. Hi ha alguna cosa més imponent que la vista d'una gran taula servida a la francesa ?» Malgrat l'oposició de Carême, el servei à la russa va suplantar gradualment l'antic servei francès a tota Europa a mesura que avançava el segle xix.
El 1815 Carême va publicar els seus primers llibres. Le Pâtissier royal parisien va ser una recopilació il·lustrada en dos volums de receptes per a un pastisser hàbil. Le Pâtissier pittoresque es va centrar en les piéces montées, amb més de 100 dibuixos de dissenys de Carême, juntament amb el que l'escriptora gastronòmica Barbara Wheaton anomena instruccions més o menys esquemàtiques per executar-les.
El 1816 Carême va acceptar el càrrec de xef del príncep regent, amb seu a Carlton House a Londres i al Royal Pavilion de Brighton. Aquesta va ser la primera aventura de Carême fora de França. Se li va pagar un sou sense precedents, i el príncep estava ple d'elogis per les seves creacions, però Carême estava descontent en el seu càrrec. Odiava el clima anglès, especialment les boires, que agreujaven els problemes respiratoris que tenia després d'anys de treballar a les cuines fumejadores. Va trobar hostil el personal domèstic del príncep, fins i tot els lacais francesos, i més tard va escriure que va suportar l'ennui extrême i mal du pays. – estava avorrit i enyorat. Va tornar a França a finals de 1817 sense plans ferms per al seu futur immediat.

### Sant Petersburg, París i Viena
El tsar Alexandre va tornar a París el 1818, de camí a un congrés internacional a Aix-la-Chapelle. L'amic de Carême, Muller, interventor de la casa del tsar (i dedicat de Le Pâtissier pittoresque), va convèncer Alexandre que tenir Carême cuiner per a la delegació russa milloraria la seva posició, i se li va apropar amb la proposta de treballar per al tsar a Aix i després viatjar amb ell a Rússia. Carême va acceptar anar a Aix, amb un bon sou i un pressupost generós, però va rebutjar anar a Rússia.

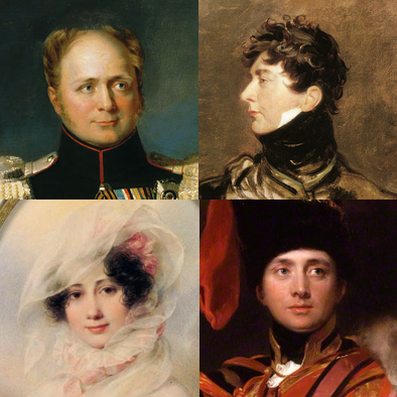
Carême va ser el xef dl’tsar Alexandre I (en el sentit de les agulles del rellotge des de dalt a l'esquerra), el príncep regent, Lord Stewart i la princesa Bagration, entre d'altres.

Després de treballar breument a Àustria i Anglaterra per a Lord Stewart, l'ambaixador britànic a Viena, Carême va decidir acceptar l'oferta del tsar,  i va anar per mar a Sant Petersburg a mitjans de 1819. El moment va ser desafortunat per a ell: quan va arribar, el tsar marxava per una visita de quaranta dies a l'Arcàngel. En la seva absència, Carême va passar temps explorant l'arquitectura de Sant Petersburg, que va trobar inspiradora – la ciutat més bella del món. En cas contrari, quan el tsar va tornar, Carême estava desencantat amb Rússia, el seu menjar i els arranjaments a la cort. Va marxar a finals d'agost.
Al seu retorn a París, Carême es va convertir en cap de cuina de la princesa Catherine Bagration, una cosina llunyana del tsar i vídua del famós general Piotr Bagration, assassinada a la Batalla de Borodinó el 1812. A Carême li agradava treballar per a la princesa, que vivia amb estil i apreciava amb discerniment el menjar, però la mala salut li va impedir entretenir-se a l'extensa escala que ocuparia plenament un xef de la seva posició. Lord Stewart va instar amb èxit Carême a tornar a treballar per a ell.
Mentre treballava per a Stewart, Carême va presentar el que es va convertir en el símbol internacional del xef: el barret de toc. Fins aleshores, els cuiners portaven generalment boines soltes o gorres de cotó semblants a les de nit. Carême va considerar que aquests últims recordaven l'habitació dels malalts i ens feien semblar malalts, mentre que l'aparició d'un xef hauria d'anunciar l'home en bona salu. El toc va ser agafat ràpidament pels xefs de Viena, i després a París i altres llocs.
Carême va continuar escrivint i el 1821 va publicar dos volums dels seus pensaments sobre arquitectura. Projets d'architecture dédiés a Alexandre 1 contenia dibuixos dels seus suggeriments per a nous edificis a Sant Petersburg, i el segon volum, Projets d'architecture pour l'embellisement de Paris, va fer el mateix per a la seva ciutat natal. L'any següent va tornar al tema de la restauració al seu Le maître d'hotel français, comparant cuina antiga i nova i detallant menús de temporada que havia presentat a París, Sant Petersburg, Londres i Viena. El títol reflectia la ferma convicció de Carême que el cap de cuina hauria de controlar i supervisar no només la cocció dels aliments, sinó també el seu servei.

### Darrers anys
L'últim lloc assalariat de Carême va arribar el 1823 com a xef del banquer James Rothschild i la seva dona Betty. Rothschild era, amb diferència, l'home més ric de França, i Carême estava tan feliç de treballar per a un empresari nou-ric com per a la reialesa. Rothschild havia comprat l'antiga casa de la fillastra de Napoleó, Hortense de Beauharnais, al número 19 de la rue Lafitte (uns centenars de metres de la rue Vivienne, on Carême havia estat aprenent). Els Rothschild van pagar a Carême un gran sou i li van permetre un temps important per continuar escrivint els seus llibres. Va publicar Le Cuisinier parisien el 1828. Amb ell a càrrec de la restauració, la casa dels Rothschild es va convertir en el centre de l'alta societat parisenca, i el nom de Carême apareixia contínuament a la premsa.
A finals de la dècada, els seus empresaris i Carême tenien clar que la seva salut estava en declivi. Els Rothschild li van oferir terres on retirar-se a la seva finca rural, però ell va preferir romandre a París. Va rebutjar un últim esforç de l'antic príncep regent, ara Jordi IV, per temptar-lo de tornada a Anglaterra, i es va retirar a casa seva a la rue Neuve-Saint-Roch, prop de les Teuleries.
En jubilació, Carême va treballar en el seu darrer projecte, L'Art de la cuisine française au XIX siécle – L'art de la cuina francesa al segle xix'. Havia de ser una obra de cinc volums, àmpliament il·lustrada; va viure per completar els tres primers volums. El seu alumne, Armand Plumerey,}} va afegir els dos volums restants que Carême havia planejat.
Va morir a la seva casa de París, a la Rue Neuve Saint Roche a l'edat de 49 anys, a causa de sofrir durant molts anys la inhalació dels gasos tòxics del carbó de llenya en el qual cuinava. Se'l recorda com el fundador del concepte de cuina alta i està enterrat en el cementiri de Montmartre a París.

## Influència
Carème va treballar com a cap de cuina per a Talleyrand que va animar activament Carème en el desenvolupament d'un nou estil de menjar refinat en l'ús d'herbes i verdures fresques i salses simplificades amb pocs ingredients. Talleyrand va esdevenir famós durant el Congrés de Viena -quan el Congrés es va dissoldre, no només d'Europa, sinó també els gustos culinaris de les seves classes altes es van revisar a fons.-
Se li atribueix la creació d'un barret de xef estàndard, el toque; dissenyar noves salses i plats i publicar una classificació de totes les salses en grups, sobre la base de quatre salses mare. També és sovint acreditat amb la substitució de la pràctica de servei a la francesa (al servei de tots els plats alhora) amb servei a la russa (que serveix cada plat en l'ordre imprès al menú) després del seu retorn del servei en la cort russa, però altres diuen que era un partidari acèrrim del servei a la francesa.

## Obra
Carème va escriure uns quants llibres sobre cuina, sobretot l'enciclopèdica l'Art de la Cuisine Française (5 vols, 1833-1834, de la qual havia completat tres abans de la seva mort), que incloïa, a més de centenars de receptes, plans de menús i ajustos de taula, una història de la cuina francesa, i instruccions per a l'organització de cuines.
- Le Pâtissier royal parisien, ou Traité élémentaire et pratique de la pâtisserie moderne, suivi d'observations utiles au progrès de cet art, et d'une revue critique des grands bals de 1810 et 1811 (París, 1815)
- Le Maître d'hôtel français, ou Parallèle de la cuisine ancienne et moderne, considéré sous rapport de l'ordonnance des menus selon les quatre saisons. (París, 2 vols. 1822)[37][38]
- Projets d'architecture pour l'embellissement de Sainte Petersburg. (París, 1821)
- Projets d'architecture pour l'embellissement de Paris. (París, 1826)
- Le Pâtissier pittoresque, précédé d'un traité des cinq orders d'architecture (París, 1828; 4a edició, París, 1842)
- Le Cuisinier parisien, Deuxième édition, revue, corrigée et augmentée. (París, 1828)
- L'Art de la cuisine française au dix-neuvième siècle. Traité élémentaire et pratique. (Volums 1-5. [treball completat per Armand Plumerey.] París, 1833-1847)[39]
- The royal Parisian pastrycook and confectioner (Londres, 1834)
- French Cookery, Comprising l'Art de la cuisine française; Le Pâtissier royal; Le Cuisinier parisien...